# Derbi del Mediterráneo
El Derbi del Mediterráneo (en francés: Derby de la Mediterranée) es el partido entre OGC Niza ante el SC Bastia, los cuales están ubicados en ciudades costeras del mar Mediterráneo, siendo los equipos más importantes de sus respectivas ciudades, Niza en la Riviera Francesa y Bastia en Córcega.

## Historia
El primer partido entre ambos equipos se jugó el 3 de septiembre de 1969 por la Ligue 1 y terminó con empate 2-2, rivalidad que comenzó a causa de los seguidores de ambos equipos desde los años 1970, principalmente por el nacionalismo corso que la han llevado a ser por razones políticas.
Ha habido incidentes relacionados con la política como el partido por la Copa de Francia de 1976 que los jugadores del Niza se negaran a entrar al campo a causa del Envenenamiento de Aléria porvocado por los nacionalistas corsos, teniendo que trasladar el partido a una sede neutral.
En 1992 por el mismo torneo pero en Nice se interrumpió el partido a causa de los disturbios en las graderías donde había 3000 aficionados del Bastia y del Nice, provocando daños importantes. Esto marcó como el partido como uno de los más violentos en Francia, por lo que este evento tiende a mantener una profunda rivalidad entre los aficionados de las dos ciudades, a menudo percibidas como una de las más violentas de Francia. Lo que ha llevado a las autoridades públicas a prohibir los viajes de los aficionados en los últimos años.
El 18 de octubre de 2014 al finalizar el partido en el Allianz Riviera, el terreno fue invadido por aficionados del OGC Nice. El club recibió un partido suspendido a puerta cerrada y el portero del Bastia Jean-Louis Leca fue sancionado con dos partidos por ondear la bandera de Córcega tras la victoria de su equipo.
El 20 de septiembre de 2016, al final del encuentro que se desarrollaba en Furiani, los enfrentamientos entre la policía y la afición del Bastia impidieron durante unas horas a los jugadores del Niza llegar al aeropuerto.

## Estadísticas
| Torneo            | Partidos | Niza | Empates | Bastia | Goles del Niza | Goles del Bastia |
| ----------------- | -------- | ---- | ------- | ------ | -------------- | ---------------- |
| Ligue 1           | 52       | 17   | 15      | 20     | 63             | 68               |
| Ligue 2           | 6        | 0    | 4       | 2      | 8              | 10               |
| Coupe de France   | 7        | 1    | 4       | 2      | 3              | 3                |
| Coupe de la Ligue | 1        | 0    | 0       | 1      | 1              | 2                |
| Totals            | 65       | 18   | 21      | 26     | 75             | 83               |